# بروس بيشوب
بروس بيشوب (بالإنجليزية: Bruce Bishop)‏ هو سياسي أسترالي، ولد في 25 أغسطس 1925 في أستراليا، وتوفي في 20 مايو 2008 في غولد كوست في أستراليا. حزبياً، نشط في الحزب الليبرالي الأسترالي. في 1977 Queensland state election ‏، انتخب عضو المجلس التشريعي ولاية كوينزلاند عن دائرة Electoral district of Surfers Paradise ‏ (12 نوفمبر 1977 – 29 نوفمبر 1980).